# Classica di San Sebastián 2025
La Classica di San Sebastián 2025 (ufficialmente Donostia San Sebastian Klasikoa), quarantaquattresima edizione della corsa e valevole come ventisettesima prova dell'UCI World Tour 2025 categoria 1.UWT, si svolse il 2 agosto 2025 su un percorso di 211,4 km, con partenza e arrivo a San Sebastián, in Spagna. La vittoria fu appannaggio dell'italiano Giulio Ciccone, il quale completò il percorso in 5h05'33", alla media di 41,512 km/h, precedendo lo svizzero Jan Christen ed il belga Maxim Van Gils.

## Squadre e corridori partecipanti
| N.      | Cod. | Squadra                         |
| ------- | ---- | ------------------------------- |
| 1-7     | TUD  | Tudor Pro Cycling Team          |
| 11-17   | UAD  | UAE Team Emirates XRG           |
| 21-27   | DAT  | Decathlon AG2R La Mondiale Team |
| 31-37   | SOQ  | Soudal Quick-Step               |
| 41-47   | LTK  | Lidl-Trek                       |
| 51-57   | RBH  | Red Bull-Bora-Hansgrohe         |
| 61-67   | EKP  | Equipo Kern Pharma              |
| 71-77   | CJR  | Caja Rural-Seguros RGA          |
| 81-87   | MOV  | Movistar Team                   |
| 91-97   | EFE  | EF Education-EasyPost           |
| 101-107 | TVL  | Team Visma-Lease a Bike         |
| 111-117 | COF  | Cofidis                         |

| N.      | Cod. | Squadra             |
| ------- | ---- | ------------------- |
| 121-127 | XAT  | XDS Astana Team     |
| 131-137 | IWA  | Intermarché-Wanty   |
| 141-147 | TPP  | Team Picnic PostNL  |
| 151-157 | TBV  | Bahrain Victorious  |
| 161-167 | EUS  | Euskaltel-Euskadi   |
| 171-177 | ARK  | Arkéa-B&B Hotels    |
| 181-187 | JAY  | Team Jayco AlUla    |
| 191-197 | GFC  | Groupama-FDJ        |
| 201-207 | ADC  | Alpecin-Deceuninck  |
| 211-217 | IGD  | Ineos Grenadiers    |
| 221-227 | UXM  | Uno-X Mobility      |
| 231-237 | BBH  | Burgos-Burpellet-BH |

## Ordine d'arrivo (Top 10)
| Pos. | Corridore         | Squadra  | Tempo    |
| ---- | ----------------- | -------- | -------- |
| 1    | Giulio Ciccone    | Lidl     | 5h05'33" |
| 2    | Jan Christen      | UAE      | a 9"     |
| 3    | Maxim Van Gils    | Red Bull | a 19"    |
| 4    | Tiesj Benoot      | Visma    | s.t.     |
| 5    | Isaac Del Toro    | UAE      | s.t.     |
| 6    | Neilson Powless   | EF       | s.t.     |
| 7    | Luke Plapp        | Jayco    | a 21"    |
| 8    | Christian Scaroni | Astana   | a 1'09"  |
| 9    | Cian Uijtdebroeks | Visma    | a 1'10"  |
| 10   | Xandro Meurisse   | Alpecin  | a 2'01"  |